# سرگئی دیاچوک
سرگئی دیاچوک (انگلیسی: Sergei Diyachuk؛ زادهٔ ۴ سپتامبر ۱۹۸۰) ورزشکار نوردیک ترکیبی اهل اوکراین است.